# 诺尔马
诺尔马（義大利語：Norma），是意大利拉蒂纳省的一个市镇。总面积30.82平方公里，人口4070人，人口密度132.1人/平方公里（2009年）。ISTAT代码为059016。